# Cochinillo asado

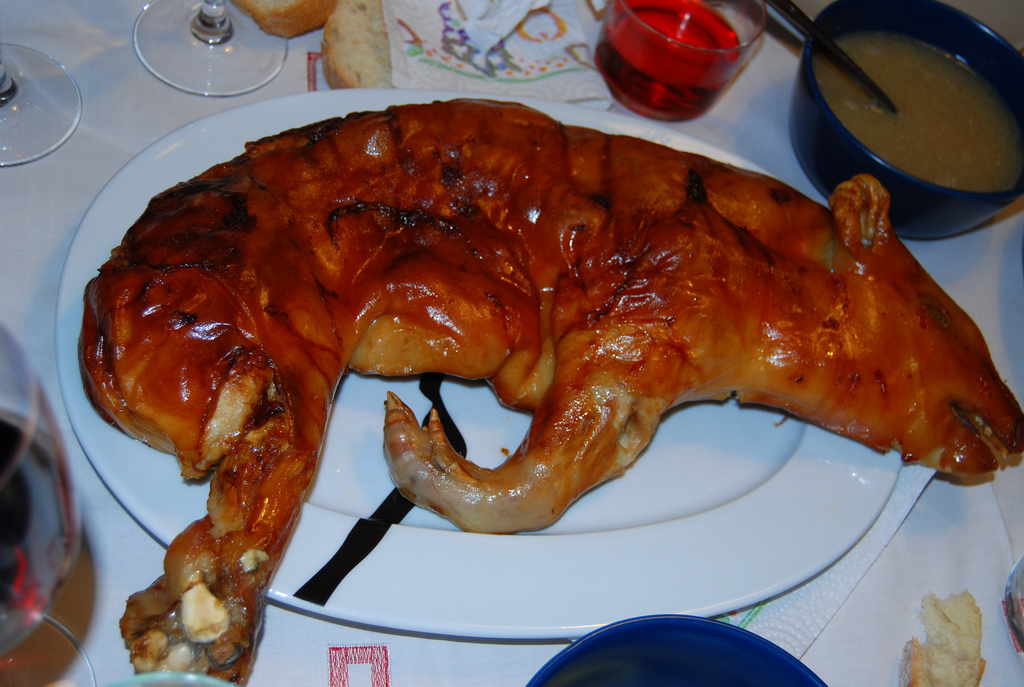
Cochinillo de Segovia.

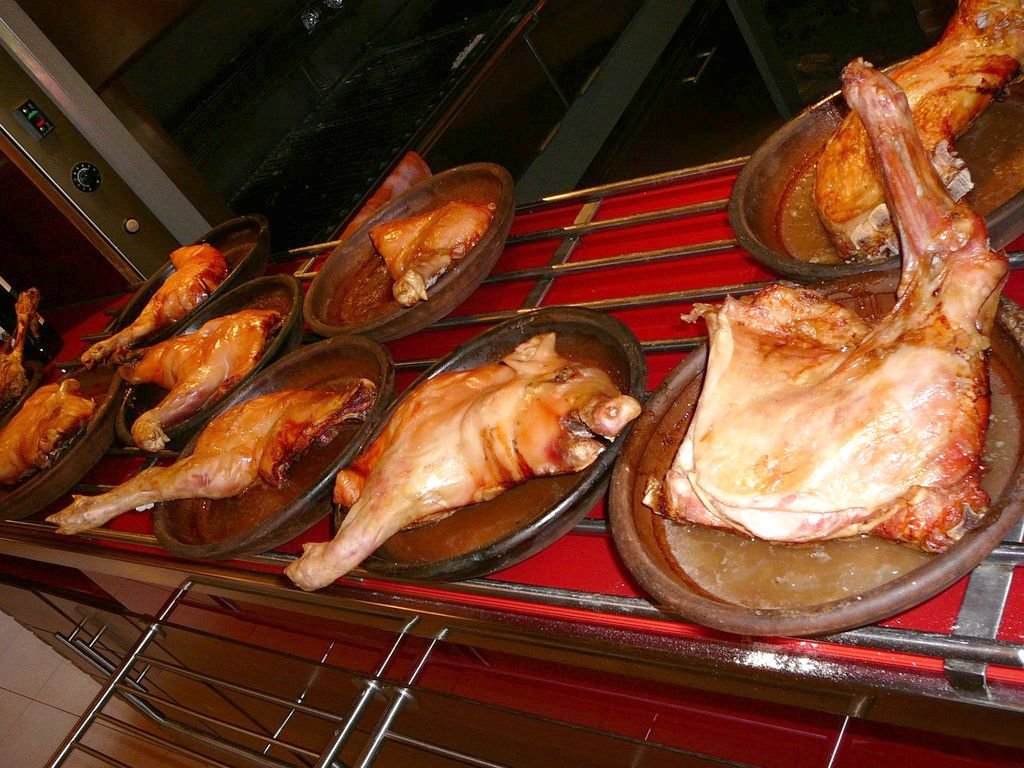
Platos de Cochinillo asado.

El cochinillo asado (denominado también tostón asado o abreviadamente tostón) es una variedad de asado de un lechón (denominado cochinillo). En la cocina española es muy popular en la tierra de Castilla, siendo en la variedad más popular el cochinillo de Segovia junto con el de Arévalo, si bien es también muy popular en Madrid y algunas localidades manchegas. Su popularidad se extiende en España también por Aragón. Es tradicional ser elaborado al horno en cazuelas de barro y servido a los comensales caliente, con la corteza crujiente. Uno de los mejores maridajes a la hora de servirse caliente es el vino.

## Historia
El cochinillo asado, que junto con el cordero asado, forman parte de la cocina castellana desde la invasión del Imperio Romano en tierras de Hispania. Se desconocen recetas y descripciones de esta elaboración anteriores a los celtíberos. En la época del siglo XVII se hizo popular en las tabernas y figones de la zona castellana y poco a poco se ofrecía a los viajantes que se dirigían a la Corte. Ya a mediados del siglo XX diversas tabernas y restaurantes de Segovia y Madrid se disputaban la mejor receta con el objetivo de atraer a los turistas. Uno de los mesones más populares es el de Cándido lugar donde el mesonero Cándido se hizo famoso a mediados del siglo XX por partir los cochinillos con los cantos de un plato antes de ser servidos, ceremonia que se hizo internacionalmente conocida.

## Características

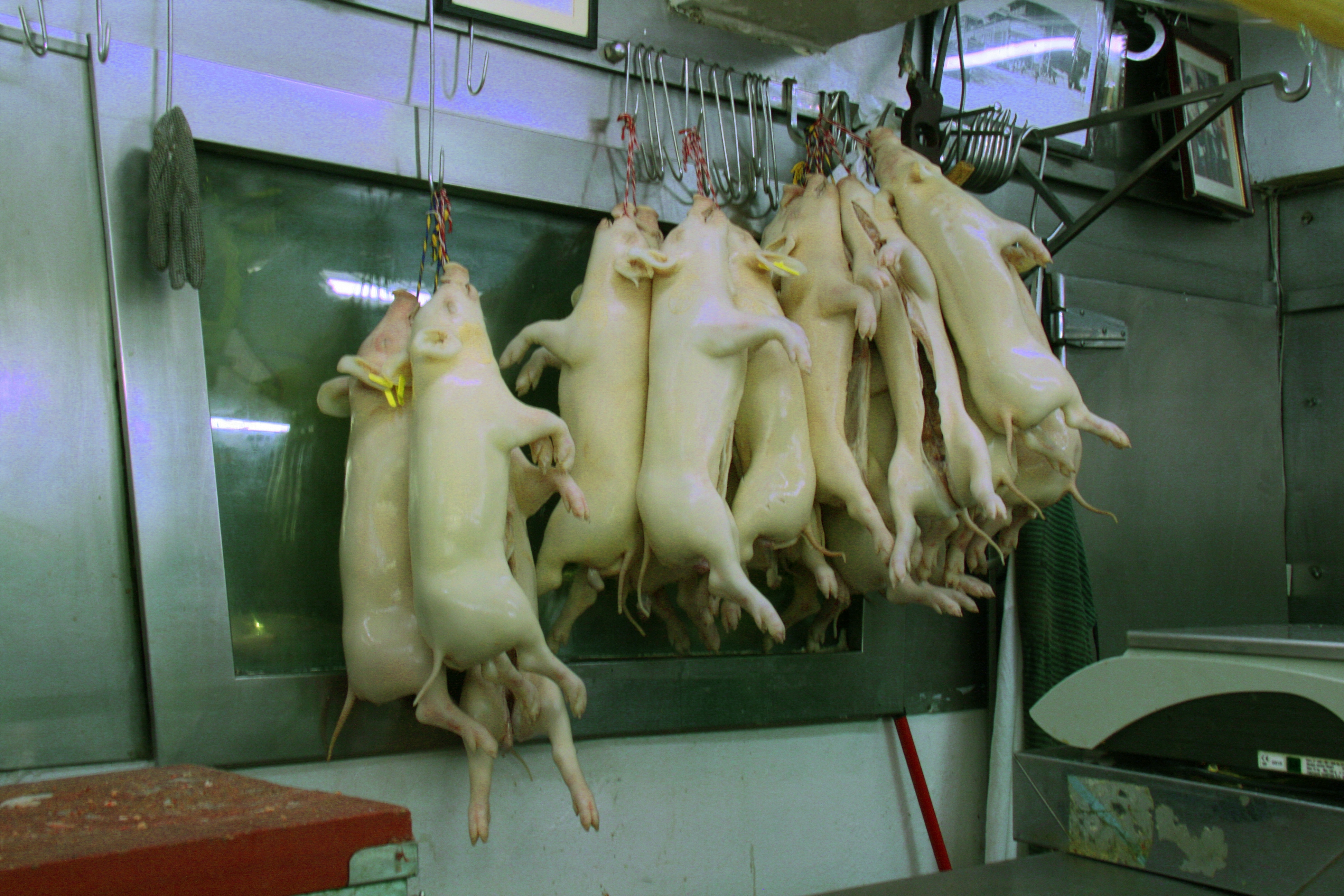
Cochinillos colgados, imagen típica de las carnicerías en un mercado de Madrid Mercado de la Cebada.

La disponibilidad de cochinillos en los mercados y carnicerías es muy alta en España. Algunas recetas recomiendan limpiar el cochinillo entero, pero sin ser quitados los riñones. En España hay muchas formas de hacerlo y trocearlo. El cochinillo se corta por el vientre y por el centro de su espina dorsal y se limpia por su interior. El asado se suele hacerse sobre una cazuela de barro en un horno rebozado con la propia grasa del cerdo, con algo de laurel, hojas y ramas. En otros lugares, durante el proceso, suele emplearse vino blanco para que la carne tenga su ternura. Se suele servir con la misma cazuela del asado.  También pueden las partes dejarse en un adobo durante algunos días, el día del asado se seca el adobo.Lo tradicional es emplear un horno de leña para su asado. 
Uno de los maridajes más aceptados en la literatura gastronómica con el cochinillo asado es el vino. Es habitual servirlo con decoraciones especiales, una de las más habituales es una manzana puesta en la boca.